# Макдональд, Патрик
Патрик Макдональд (26 июля 1878 или 29 июля 1878, Дунбег, Манстер — 16 мая 1954, Нью-Йорк, Нью-Йорк) — американский легкоатлет ирландского происхождения.

## Биография
На олимпийских играх 1912 года выиграл золотую медаль в толкании ядра с олимпийским рекордом — 15,34 метра и серебряную медаль в толкании ядра двумя руками. На Олимпиаде 1920 года стал олимпийским чемпионом в метании веса в 56 фунтов. Был знаменосцем сборной США на церемониях открытия олимпийских игр 1920 и 1924 годов.
За годы спортивной карьеры 10 раз выигрывал чемпионат США в метании веса в 56 фунтов и 6 раз выигрывал национальный чемпионат в толкании ядра. В 2012 году включён в зал славы лёгкой атлетики США.
Родился в бедной семье фермеров. В 1899 году эмигрировал в США. С 1905 года по 1946 год работал полицейским в Нью-Йорке. В 1926 году дослужился до лейтенанта, а через 19 лет получил звание капитана.
Похоронен на кладбище Врата Небес. В его родной деревне Дунбег есть мемориал в память о спортсмене.